# Двигательные мозоли
Двигательные мозоли — особые выпуклые участки на груди или брюшке личинок ряда жуков, поверхность которых бывает покрыта микроскопическими шипиками или морщинками. Служат для передвижения безногих личинок в заселённом ими субстрате.
Двигательные мозоли располагаются на тех или иных тергитах и стернитах груди либо чаще всего брюшка и представляют собой особые бугрообразные выступы на поверхности тела. Они снабжены специальными хитинизированными шипиками, щетинками, бороздками, морщинками, сосочками.
Двигательные мозоли свойственны личинкам, обитающим в почве или в ходах, проделываемых в древесине и стеблях растений. При передвижении личинка упирается двигательными мозолями в стенки хода. Двигательные валики являются сходными по строению с мозолями и отличаются только лишь тем, что располагаются в виде прерывистых или непрерывных валиков поперёк тела личинки.